# Hengky Pie
Hengky Pie (4 de septiembre de 1966) es un judoka indonesio de la categoría de 78 kg. Participó en los Juegos Olímpicos de Barcelona 1992, aunque en esta competencia no puso lograr sacar una medalla para su país, tras caer ante el campeón del mundo, el francés Stéphane Traineau. También compitió en otro evento aparte, que también cayó ante otro campeón, el polaco Andrzej Sadej. Actualmente es miembro y entrenador de la Asociación de Judo Indonesio (PJSI) en Yakarta, donde se ha obtenido 6 medallas de oro en el 2001 en Kuala, Lumpur del Asia Sudoriental (SEA), que también es responsable junto a Indriana, Puji Astuti y Iswandra.
- Datos: Q5894364